# 李穡
李 穡（イ・セク、이색、1328年6月17日(旧暦5月20日) - 1396年6月17日(旧暦5月20日)）は、高麗末期から李氏朝鮮初期の文臣。字は穎叔、号は牧隠、諡号は文靖公。本貫は舒川郡韓山。諡号は文靖公。

## 人物
李穀の子で、李斉賢の門人。鄭夢周（圃隠）、吉再（冶隠）と並び「三隠」と称された。14歳で進士となり、元に留学して元の文科文科にも及第した。朱子学に精通しており、成均館大司成として鄭夢周、李崇仁らを学官に採用、朱子学の発展に寄与し、その一方で、仏教にも造詣が深かった。李朝建国当初は、太祖李成桂派と対立し、晩年は不遇であった。著書に「牧隠集」がある。